# الوكالة الوطنية لدعم تشغيل الشباب (الجزائر)
الوكالة الوطنية لدعم تشغيل الشباب وكالة حكومية جزائرية أنشئت بتاريخ 8 سبتمبر 1996، تتمتع الوكالة بالإستقلال المالي والشخصية المعنوية.